# Wendy Phillips
Pour les articles homonymes, voir Phillips.
Wendy Phillips, est une actrice américaine née le 2 janvier 1952 à Brooklyn, État de New York, (États-Unis).

## Filmographie
- 1975 : Death Be Not Proud (TV) : Mary Wilson
- 1975 : One of Our Own (TV) : Debbie Hinshaw
- 1976 : Executive Suite (série télévisée) : Stacey Walling
- 1977 : Fraternity Row : Betty Ann
- 1978 : The Eddie Capra Mysteries (série télévisée) : Lacey Brown
- 1980 : The Love Tapes (TV) : Lisa Del Monte
- 1982 : Des poupées de magazine (Paper Dolls) (TV)
- 1982 : Y a-t-il enfin un pilote dans l'avion ? (Airplane II: The Sequel) : Mary, Shuttle Stewardess
- 1984 : Ainsi soit-il! (Shattered Vows) (TV)
- 1986 : A Year in the Life (feuilleton TV) : Anne Gardner Maxwell
- 1986 : Fuzz Bucket (TV) : Mom
- 1987 : Baby Girl Scott (TV)
- 1987 : A Year in the Life (série télévisée) : Anne Gardner Maxwell
- 1988 : Midnight Run : Gail
- 1989 : The Robert Guillaume Show (série télévisée) : Ann Sherr
- 1989 : L'Enfant au pouvoir merveilleux (The Gifted One) (TV) : Sarah Grant
- 1989 : From Hollywood to Deadwood : Monolith Secretary
- 1989 : L'Enfant génial (The Wizard) de Tom Holland : Christine Bateman
- 1981 : Falcon Crest (série télévisée) : Lauren Sharpe Daniels Channing (1989-1990)
- 1990 : Appearances (TV) : Marie Danzig
- 1991 : Bugsy de Barry Levinson : Esta Siegel
- 1994 : MacShayne: Winner Takes All (TV) : Hannah Foss
- 1994 : MacShayne: The Final Roll of the Dice (TV) : Hannah Foss
- 1994 : Le Fléau (The Stand) (feuilleton TV) : Lisa Hull
- 1995 : Fast Company (TV) : Paula Stone
- 1996 : Home of the Brave (TV) : Claire Greene
- 1996 : Heroine of Hell (TV) : Margaret
- 1996 : The Rockford Files: Friends and Foul Play (TV) : Babs Honeywell
- 1996 : Au cœur du scandale (A Season in Purgatory) (TV) : Luanne Utley
- 1996 : Too Soon for Jeff (TV)
- 1996 : Promised Land (en) (série télévisée) : Claire Greene
- 1996 : Savannah (série télévisée) : Lucille Richards
- 2000 : Beach Boys: La famille (The Beach Boys: An American Family) (TV)
- 2001 : Sam, je suis Sam (I Am Sam) : Miss Wright
- 2002 : My Femme Lady : Mom
- 2004 : Marty and Sven : Therapist
- 2004 : Amour impossible (Life on Liberty Street) (TV) : Lucy Zane
- 2005-2006 : Ghost Whisperer : Diane Shields (saison 1, épisodes 6 et 20)
- 2006 : Friends with Money : Fundraiser Host
- 2007 : Détention secrète : Samantha